# Bernhard Rust
Bernhard Rust detto 'Rusty' (Hannover, 30 settembre 1883 – Berend, 8 maggio 1945) è stato un politico tedesco, Ministro della Scienza, Educazione e Cultura della Germania nazista.
Dopo aver combattuto durante la prima guerra mondiale ed essere stato decorato con la Croce di Ferro per il suo coraggio, entrò nel Partito nazista nel 1922. Maestro scolastico, perse il lavoro nel 1930, ma l'anno successivo venne eletto al Reichstag.
Nel 1934 venne nominato da Adolf Hitler Ministro della Scienza, Educazione e Cultura del Reich: da allora si impegnò ad eliminare, come egli le definì, tutte le "impurità" dal sistema universitario tedesco, ossia tutti gli Ebrei, e gli esponenti intellettuali non nazisti. Disse una volta: "la sola funzione della formazione scolastica è quella di creare nuovi nazisti".
Si suicidò pochi giorni dopo la resa della Germania e la fine delle ostilità belliche sul suolo europeo.